# 謝天雲
謝天雲（1995年11月11日—），電子遊戲實況平台Twitch的一名實況主，英屬香港元朗區出身，旅居台灣，暱稱「小雲寶寶」。前《英雄聯盟》女子戰隊AHQ Girls隊員，目前專職實況主。

## 涉事
2015年，小雲寶寶透過臉書為外遇事件道歉，「我必須直接的坦誠一件我在感情上做的錯事：對不起，我劈腿了。而現在他們也知道我做過什麼事。」同年，台灣男性實況主「龜狗」蘇冠憲與香港網友對罵時爆料，小雲寶寶半年就花掉男友新台幣30萬元，且一天抽兩包香菸還假裝偶像。
2016年間，小雲寶寶裸照被放上網路。她在臉書發聲明表示，因年少不懂事、家裡離異急需用錢才會拍照，沒想到被攝影師外流，已經向台北市政府警察局報案，向6名涉案台灣人提告，處理完成後還將公布個別姓名及結果。
2019年3月1日，有網友備份小雲寶寶在Nonolive開實況台「吃鼻屎」的剪輯片段，只見小雲寶寶一臉憔悴坐在顯示器前，神情呆滯且頻頻打哈欠，一臉半夢半醒之相。結果下一秒，她挖完鼻屎後突然伸出舌頭把鼻屎「捲進」嘴裡，許多觀眾看完後紛紛崩潰。網友嚇壞留言「她是不是吸毒了，表情真的好可怕」、「我還以為是暗網的影片」、「好像嗑藥」、「這是什麼類型的直播」。 
2020年10月，台灣女性網紅橫綱凱咪（2022年改名言子軒）在臉書發文爆料「網美圈7成都有在賣淫」，引發爭議。同月，網路論壇《宅論壇》一位自稱「業內人士」的網友發布一份「陪睡價目表」，稱網美陪睡價碼從新台幣2萬到20萬元都有；小雲寶寶決定提起訴訟，「他說我10萬（元），是吧？各位，那我現在開出10萬，請幫我找出這個人吧」。小雲寶寶公開她與台灣女性實況主貝莉莓私聊內容，她詢問貝莉莓是否也有收到陪睡價目表，貝莉莓答「當然有啊」、「這麼少，誰要啊」，她以自嘲方式安慰貝莉莓「我才10萬（元），妳要知足」。

## 外部連結
- 小雲寶寶的Facebook專頁
- 謝天雲的Instagram帳戶
- 小雲寶寶的Twitch频道
- YouTube上的小雲寶寶頻道